# Stanislaus Tobias Magombo
Stanislaus Tobias Magombo (ur. 24 lutego 1968 w Matowe Village, zm. 6 lipca 2010 w Mtengo) – malawijski duchowny katolicki, biskup pomocniczy Lilongwe w latach 2009-2010.

## Życiorys
Święcenia kapłańskie przyjął 3 sierpnia 1996 i uzyskał inkardynację do diecezji Dedza. Po trzyletnim stażu wikariuszowskim podjął studia licencjackie z teologii duchowości w Nairobi. W 2001 powrócił do kraju i został rektorem niższego seminarium diecezjalnego, zaś od 2005 pracował jako przewodniczący komisji duszpasterskiej malawijskiej Konferencji Episkopatu.
29 kwietnia 2009 papież Benedykt XVI mianował go biskupem pomocniczym diecezji Lilongwe ze stolicą tytularną Caesarea in Mauretania. Sakry biskupiej udzielił mu 11 lipca 2009 bp Rémi Sainte-Marie.
Zmarł w szpitalu w Mtengo 6 lipca 2010.